# Mazz Murray
Mazz Murray (nacida en 1973) es una actriz de teatro inglesa. 

## Carrera
Interpretó Killer Queen en el West End de producción del musical We Will Rock You. Ella fue el miembro del reparto que más participó en el show, después de haber estado en el set original cuando el musical abrió sus puertas en mayo de 2002. Ella se hizo cargo del papel principal de Killer Queen de Sharon D. Clarke en abril de 2004.

## Teatro
- We Will Rock You - Killer Queen
- Fama - Mabel
- Renta - Maureen
- Pippin - Bertha
- Boogie Nights - Debs
- Only the Lonely
- Sweet Charity
- Violinista en el tejado
- Chicago
- Hastings cuadrilla

## Televisión
- Bendito - Dependiente de tienda (1 episodio: "¿Quién escribió el libro del amor?")
- Mujeres de futbolistas " - Jenny Taylor
- Gente de barrio - Miranda (2 episodios)
- La Búsqueda - Lizzie

- Datos: Q16214526